# برانكو ميلوفانوفيتش
برانكو ميلوفانوفيتش هو لاعب كرة قدم صربي في مركز الوسط، ولد في 13 يناير 1973 في Osečina ‏ في صربيا. لعب مع أيك أثينا وديبورتيفو لاكورونيا وفيتوريا دي غيماريش ونادي أو إف كيه بيوغراد ونادي رويال شارلروا ونادي فويفودينا.

## وصلات خارجية
- برانكو ميلوفانوفيتش على موقع قاعدة بيانات كرة القدم.إي يو (الإنجليزية)
- برانكو ميلوفانوفيتش على موقع عالم كرة القدم.نت (الإنجليزية)